# Сікіхор (муніципалітет)
Сікіхор — муніципалітет в провінції Сікіхор на Філіппінах. Є адміністративним центром провінції. За даними перепису 2015 року населення муніципалітету становило 26 861 особу.
Адміністративно поділяється на 42 баранґаї.
Економіка муніципалітету включає в себе сільське господарство (вирощування арахісу, бананів), випікання хлібо-булочних виробів, рибальство, меблеве виробництво.